# Royaux de Montréal (hockey sur glace)
Pour d'autres équipes appelées Royaux, Royal ou Royals de Montréal, voir Royaux de Montréal.
Les Royaux de Montréal (Royal Montreal Hockey Club ou Montreal Royals en anglais) sont une organisation de hockey sur glace qui gérait des équipes du même nom au niveau junior et senior à Montréal au Québec (Canada).

## L’équipe senior
Créée en 1932, l’équipe senior a joué dans la Ligue de hockey senior du Québec de 1944 à 1953, dans la Ligue de hockey du Québec de 1953 à 1959 et dans l'Eastern Professional Hockey League de 1959 à 1961. Cette équipe a gagné le championnat de la Ligue de hockey senior du Québec en 1945 et en 1946 ainsi que le championnat de la Ligue de hockey du Québec en 1959. De plus, elle a gagné la Coupe Allan en 1947.

### Statistiques
| No | Saison    | PJ | V  | D  | N  | BP  | BC  | Pts | Classement | Séries éliminatoires |
| -- | --------- | -- | -- | -- | -- | --- | --- | --- | ---------- | -------------------- |
| 1  | 1944-1945 | 24 | 18 | 5  | 1  | 161 | 98  | 37  |            |                      |
| 2  | 1945-1946 | 40 | 30 | 8  | 2  | 209 | 131 | 62  |            |                      |
| 3  | 1946-1947 | 40 | 25 | 13 | 2  | 173 | 124 | 52  |            |                      |
| 4  | 1947-1948 | 48 | 34 | 14 | 0  | 241 | 159 | 68  |            |                      |
| 5  | 1948-1949 | 59 | 35 | 19 | 5  | 216 | 178 | 77  |            |                      |
| 6  | 1949-1950 | 60 | 27 | 24 | 9  | 206 | 188 | 63  |            |                      |
| 7  | 1950-1951 | 60 | 28 | 29 | 3  | 200 | 203 | 59  |            |                      |
| 8  | 1951-1952 | 60 | 30 | 24 | 6  | 219 | 204 | 66  |            |                      |
| 9  | 1952-1953 | 60 | 32 | 22 | 6  | 201 | 162 | 70  |            |                      |
| 10 | 1953-1954 | 72 | 40 | 25 | 7  | 257 | 203 | 87  |            |                      |
| 11 | 1954-1955 | 62 | 30 | 28 | 4  | 232 | 207 | 63  |            |                      |
| 12 | 1955-1956 | 64 | 34 | 23 | 7  | 192 | 162 | 75  |            |                      |
| 13 | 1956-1957 | 68 | 28 | 34 | 6  | 191 | 211 | 62  |            |                      |
| 14 | 1957-1958 | 64 | 29 | 30 | 5  | 227 | 219 | 63  |            |                      |
| 15 | 1958-1959 | 62 | 34 | 22 | 6  | 206 | 162 | 74  |            |                      |
| 16 | 1959-1960 | 70 | 30 | 26 | 14 | 215 | 198 | 74  |            |                      |
| 17 | 1960-1961 | 70 | 19 | 37 | 14 | 167 | 224 | 52  |            |                      |

## L’équipe junior

### En résumé
L’équipe junior a joué dans la Ligue de hockey junior du Québec. L’équipe a participé au championnat canadien de l’est à 5 reprises, a gagné le championnat en 1941 et en 1949 et s’est rendu en finales en 1933, 1944 et 1945. L’équipe a aussi gagné la Coupe Memorial en 1949 et a été défaite en finales de la Coupe Memorial en 1941